# Тартаругалзинью
Тартаругалзинью (порт. Tartarugalzinho) — муниципалитет в Бразилии, входит в штат Амапа. Составная часть мезорегиона Север штата Амапа. Входит в экономико-статистический микрорегион Амапа. Население составляет 12 563 человека (2010 год). Занимает площадь 6684,697 км². Плотность населения — 1,88 чел./км².

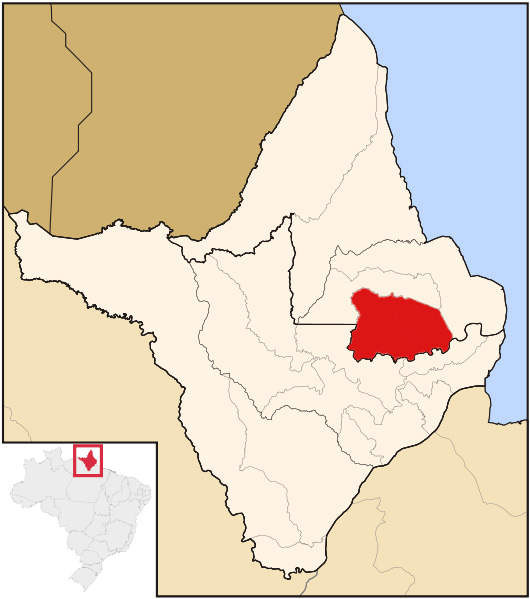
Тартаругалзинью на карте штата.

## Границы
Муниципалитет Тартаругалзинью граничит:
- на севере —  муниципалитет Пракууба
- на востоке —  муниципалитет Амапа
- на юго-востоке —  муниципалитет Кутиас
- на юго-западе —  муниципалитет Феррейра-Гомис
- на северо-западе —  муниципалитет Пракууба

Согласно сведениям, собранным в ходе переписи 2010 г. Национальным институтом географии и статистики (IBGE), население муниципалитета Тартаругалзинью составляет
| Полное население                               | Полное население                               | Полное население                               | Полное население                               | 12 563 |
| ---------------------------------------------- | ---------------------------------------------- | ---------------------------------------------- | ---------------------------------------------- | ------ |
| в том числе                                    | Городское население                            | 6516                                           | Процент городского населения, %                | 51,87  |
|                                                | Сельское население                             | 6047                                           | Процент сельского населения, %                 | 48,13  |
|                                                | Мужское население                              | 6679                                           | Процент мужского населения, %                  | 53,16  |
|                                                | Женское население                              | 5884                                           | Процент женского населения, %                  | 46,84  |
| Плотность населения, чел/км²                   | Плотность населения, чел/км²                   | Плотность населения, чел/км²                   | Плотность населения, чел/км²                   | 1,88   |
| Население муниципалитета в % к населению штата | Население муниципалитета в % к населению штата | Население муниципалитета в % к населению штата | Население муниципалитета в % к населению штата | 1,88   |

По данным оценки 2015 года, население муниципалитета составляет 15 212 жителей.

## Важнейшие населенные пункты
| № | Населённый пункт | Населённый пункт (порт.) | Категория | Население чел. (2010) (место среди н.п. штата) | На карте                       |
| - | ---------------- | ------------------------ | --------- | ---------------------------------------------- | ------------------------------ |
| 1 | Тартагуалзинью   | Tartarugalzinho          | город     | 6516 (9)                                       | 1°30′16″ с. ш. 50°54′38″ з. д. |
| 2 | Итаубал          | Itaubal                  | поселок   | 476 (41)                                       | 1°34′42″ с. ш. 50°54′02″ з. д. |
| 3 | Бон-Жезус        | Bom Jesus                | поселок   | 443 (45)                                       | 1°22′54″ с. ш. 50°59′27″ з. д. |
| 4 | Седру            | Cedro                    | поселок   | 357 (50)                                       | 1°15′00″ с. ш. 51°07′31″ з. д. |
| 5 | Терра-Фирми      | Terra Firme              | поселок   | 353 (51)                                       | 1°16′01″ с. ш. 50°39′38″ з. д. |